# Dynasty Warriors 9
Dynasty Warriors 9 (真・三國無双8?, Shin: Sangoku musō 8) è un videogioco in stile hack and slash sviluppato dalla Omega Force e pubblicato dalla Koei Tecmo nel febbraio 2018 per PlayStation 4, Xbox One, e Microsoft Windows come nono titolo della serie Dynasty Warriors.
Nell'autunno 2020, è stata annunciata la sua espansione concentrata sulla strategia, intitolata Dynasty Warriors 9: Empires (真・三國無双8 Empires?, Shin Sangokumusō 8 Empires). L'espansione uscirà nel primo 2021 per PlayStation 5, PlayStation 4, Xbox Series X/S, Xbox One, Nintendo Switch e Microsoft Windows.

## Modalità di gioco
Come gli altri giochi della serie (a eccezione del primo), Dynasty Warriors 9 è un hack and slash in terza persona che presenta anche elementi di furtività (stealth) e introduce anche l'ambiente aperto (open world) sotto forma di una grande mappa attraversabile della Cina tramite la quale il giocatore può raggiungere qualsiasi luogo a piedi, in sella a un cavallo o in barca. Tra le novità del gioco sono annoverate l'invasione e l'infiltrazione nelle fortificazioni nemiche tramite un rampino, e un sistema di meteorologia dinamica e di ciclo giorno e notte, che hanno entrambi effetti sull'efficacia della visione per il nemico.
Il giocatore può personalizzare e decorare i propri covi tramite mobili e altri oggetti acquistati dai mercanti, alcuni dei quali esercitano effetti diversi (ad esempio, se si acquista un gong e ci s'interagisce, è possibile cambiare la musica di sottofondo). Le case del tè che si trovano nel gioco permettono di far avanzare il tempo e acquistare alimenti adoperabili per migliorare temporaneamente le statistiche del giocatore, come l'attacco o l'altezza del salto; il gioco permette anche di pescare e di raccogliere risorse che migliorano i personaggi e le armi; sono presenti anche altri eventi di ricreazione.
La modalità Storia, sempre ispirata al Romanzo dei Tre Regni, è divisa in una serie di 13 capitoli, dalla Rivolta dei Turbanti Gialli fino alla caduta degli Shu per mano dei Wei. Ogni personaggio giocabile ha una storia formata da un subassortimento di questi capitoli, che corrispondono grosso modo al momento in cui erano storicamente rilevanti; come conseguenza, nessuno dei personaggi ha una storia che copre tutti i 13 capitoli, e alcuni avranno una storia più lunga di altri. Ogni personaggio ha il suo epilogo individuale, spesso corrispondente alla loro morte storica o al momento in cui non è più storicamente rilevante. All'inizio del gioco, saranno disponibili soltanto i tre patriarchi dei rispettivi regni: Liu Bei, Sun Jian e Cao Cao; nel corso della storia saranno sbloccati altri personaggi.
Una volta completata la modalità Storia, sarà possibile intraprendere la modalità libera (Free Mode), che permette al giocatore di vestire i panni di un qualsiasi personaggio e giocare qualsivoglia capitolo a prescindere dal personaggio in precedenza controllato e dal contesto storico. Il giocatore dispone però d'un solo salvataggio per personaggio, sia per la modalità Storia sia per la modalità libera; se un personaggio ha un salvataggio di modalità libera, bisogna rigiocare la Storia dall'inizio nel caso s'intenda giocarvi una nuova partita con il medesimo personaggio.

## Personaggi giocabili
Il gioco include tutti gli 83 personaggi del gioco precedente più alcuni volti nuovi; i personaggi nuovi nella serie sono segnati in grassetto, mentre quelli scaricabili tramite DLC sono segnati in corsivo.
| Wei | Wu | Shu | Jin | Altri |
| --- | --- | --- | --- | --- |
| - Cao Wenji - Cao Cao - Cao Pi - Cao Ren - Cao Xiu - Dian Wei - Gui Jia - Jia Xu - Li Dian - Man Chong - Pang De - Wang Yi - Xiahou Dun - Xiahou Yuan - Xu Huang - Xu Zhu - Xun You - Xun Yu - Yu Jin - Yue Jin - Zhang He - Zhang Liao - Zhenji | - Cheng Pu - Daqiao - Ding Feng - Gan Ning - Han Dang - Huang Gai - Lianshi - Ling Tong - Lu Meng - Lu Su - Lu Xun - Sun Cen - Sun Jian - Sun Quan - Sun Shangxiang - Taishi Ci - Xiaoqiao - Xu Sheng - Zhou Tai - Zhou Yu - Zhu Ran | - Bao Sanniang - Fa Zheng - Guan Ping - Guan Suo - Guan Xing - Guan Yinping - Guan Yu - Huang Zhong - Jiang Wei - Liu Bei - Liu Shan - Ma Chao - Ma Dai - Pang Tong - Wei Yan - Xiahouji - Xingcai - Xu Shu - Yueying - Zhang Bao - Zhang Fei - Zhao Yun - Zhou Cang - Zhuge Liang | - Deng Ai - Gui Ai - Jia Chong - Sima Shi - Sima Yi - Sima Zhao - Wang Yuanji - Wen Yang - Xiahou Ba - Xin Xianying - Zhang Chunhua - Zhong Hui - Zhuge Dan | - Chen Gong - Diaochan - Dong Bai - Dong Zhuo - Hua Xiong - Lü Bu - Lu Lingqi - Meng Huo - Yuan Shao - Yuan Shu - Zhang Jiao - Zhurong - Zuo Ci |

## Dynasty Warriors 9: Empires
Il 27 settembre 2020, la Koei Tecmo ha annunciato un'espansione del gioco intitolata Dynasty Warriors 9: Empires; questa, come gli altri titoli d'espansione Empires, sarà molto più concentrata sulla strategia che sui tipici elementi hack and slash, con l'obiettivo d'unificare la Cina sotto un unico stendardo tramite la diplomazia e la guerra; e, al contrario del gioco originale, non sarà a mondo aperto (open world), ma impiegherà molti aspetti del mondo aperto nelle proprie meccaniche di gioco. L'espansione è uscita il 29 dicembre 2021 nei paesi asiatici e nel resto del mondo il 15 febbraio 2022 per PlayStation 5, PlayStation 4, Xbox One, Xbox Series X, Nintendo Switch, Microsoft Windows e Google Stadia, rendendosi il primo titolo della serie Warriors a uscire per almeno una console della nona generazione.